# Qaşaltı Qaraqoyunlu
Qaşaltı Qaraqoyunlu è un comune dell'Azerbaigian situato nel distretto di Goranboy. Conta una popolazione di 721 abitanti.